# ژیان‌مرغ بوته‌ای تاج‌گندمی
ژیان‌مرغ بوته‌ای تاج‌گندمی یا ژیان‌مرغ کوتوله تاج‌گندمی، (نام علمی: Euscarthmus meloryphus) گونه‌ای از پرندگان تیرهٔ ژیان‌مرغان (Tyrannidae) است که در آرژانتین، بولیوی، برزیل، کلمبیا، پاراگوئه، پرو، اروگوئه و ونزوئلا یافت می‌شود.